# Gouvernement Nabeul
Das Gouvernement Nabeul (arabisch ولاية نابل, DMG Wilāyat Nābul) ist eines der 24 Gouvernements in Tunesien. Es liegt in Höhen von 0 bis 500 m auf der vom Mittelmeer umschlossenen Halbinsel Kap Bon im Nordosten des Landes, hat eine Fläche von 2788 km² (ca. 1,7 % der Landesfläche) und ca. 788.000 Einwohner. Hauptstadt ist die gleichnamige Stadt Nabeul.

## Delegationen

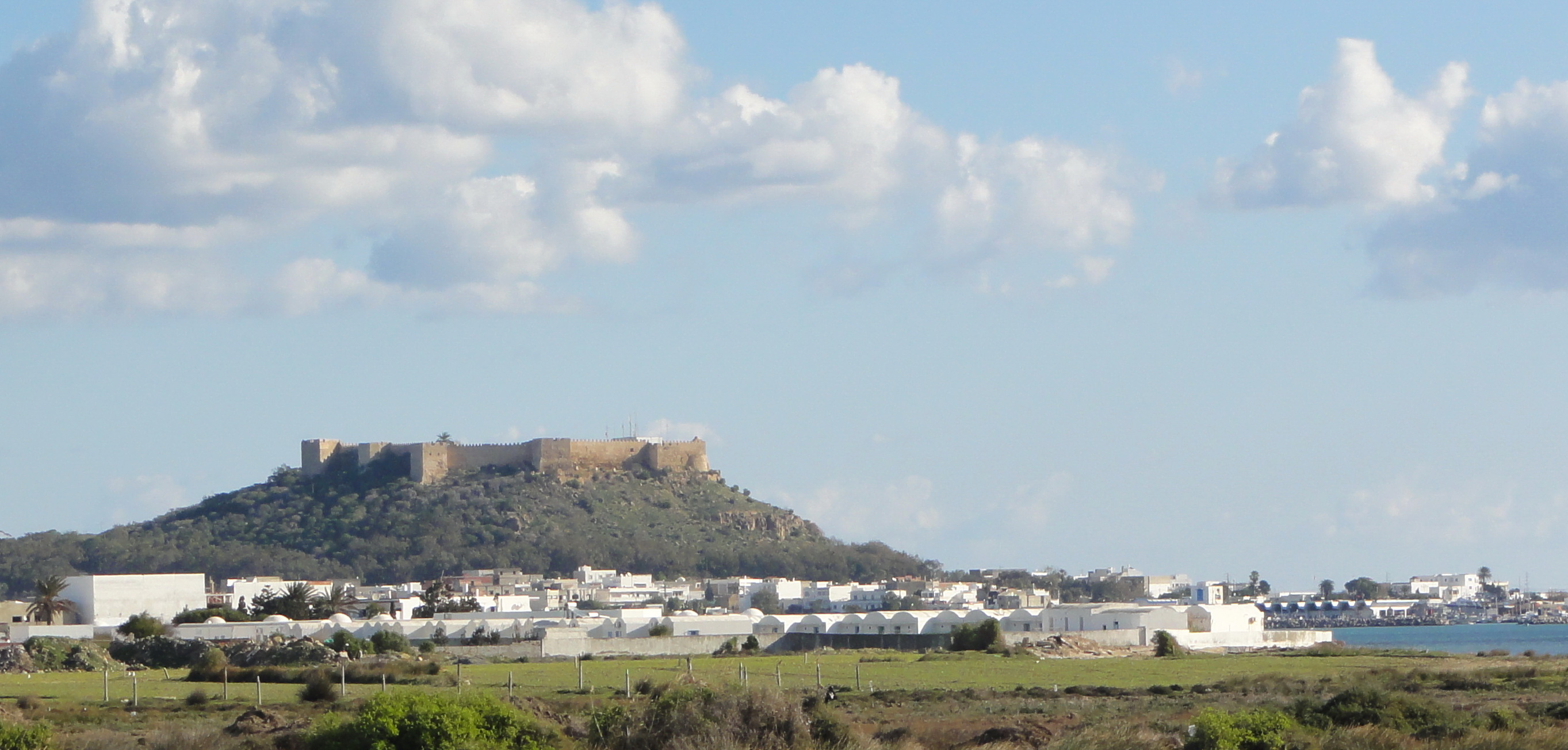
Festungshügel von Kelibia

Das Gouvernement umfasst 17 Delegationen:
| Delegation            | Einwohner 2004 | Einwohner 2014 |
| --------------------- | -------------- | -------------- |
| Béni Khalled          | 33.897         | 37.964         |
| Beni Khiar            | 35.565         | 43.132         |
| Bou Argoub            | 27.846         | 30.942         |
| Dar Châabane El Fehri | 39.477         | 47.161         |
| El Haouaria           | 39.378         | 41.317         |
| El Mida               | 23.667         | 26.615         |
| Grombalia             | 55.489         | 67.475         |
| Hammamet              | 95.468         | 97.579         |
| Hammam Ghezèze        | 14.324         | 15.727         |
| Kelibia               | 53.648         | 58.491         |
| Menzel Bouzelfa       | 33.599         | 37.860         |
| Menzel Temime         | 59.463         | 65.645         |
| Nabeul                | 59.490         | 73.128         |
| Qurba                 | 60.564         | 68.966         |
| Soliman               | 41.846         | 73.128         |
| Takelsa               | 20.169         | 22.151         |
| Summe                 | 693.890        | 787.920        |

## Klima
Das Klima wird in hohem Maße vom Mittelmeer beeinflusst: Die durchschnittlichen Temperaturen liegen in Abhängigkeit von der Bewölkung zwischen 5 und 12 °C in den Winternächten bzw. 10 und 20 °C am Tage; die sommerlichen Temperaturen liegen im Bereich zwischen 25 und 40 °C am Tag und zwischen 10 und 25 °C in der Nacht. Die jährlichen Niederschlagsmengen schwanken meist zwischen 300 und 400 Millimetern.

## Wirtschaft
Die Landwirtschaft ist noch immer der dominante Wirtschaftssektor der Region – Getreide, Obstbau (Oliven, Zitrusfrüchte) und der Anbau von Gemüse (Bohnen, Tomaten etc.) sind die Hauptprodukte. Daneben wird auch in eher unbedeutendem Umfang Viehzucht (Milch, Fleisch) betrieben. Seit den 1970er Jahren spielt der Tourismus eine zunehmend wichtiger werdende Rolle im Wirtschaftsleben.

## Natur
Die Region ist weitgehend vom Menschen kultiviert; größere Waldgebiete befinden sich rund um den zentralen Bergrücken sowie im Forêt de Meroua und im Forêt Dar Chichou.

## Geschichte

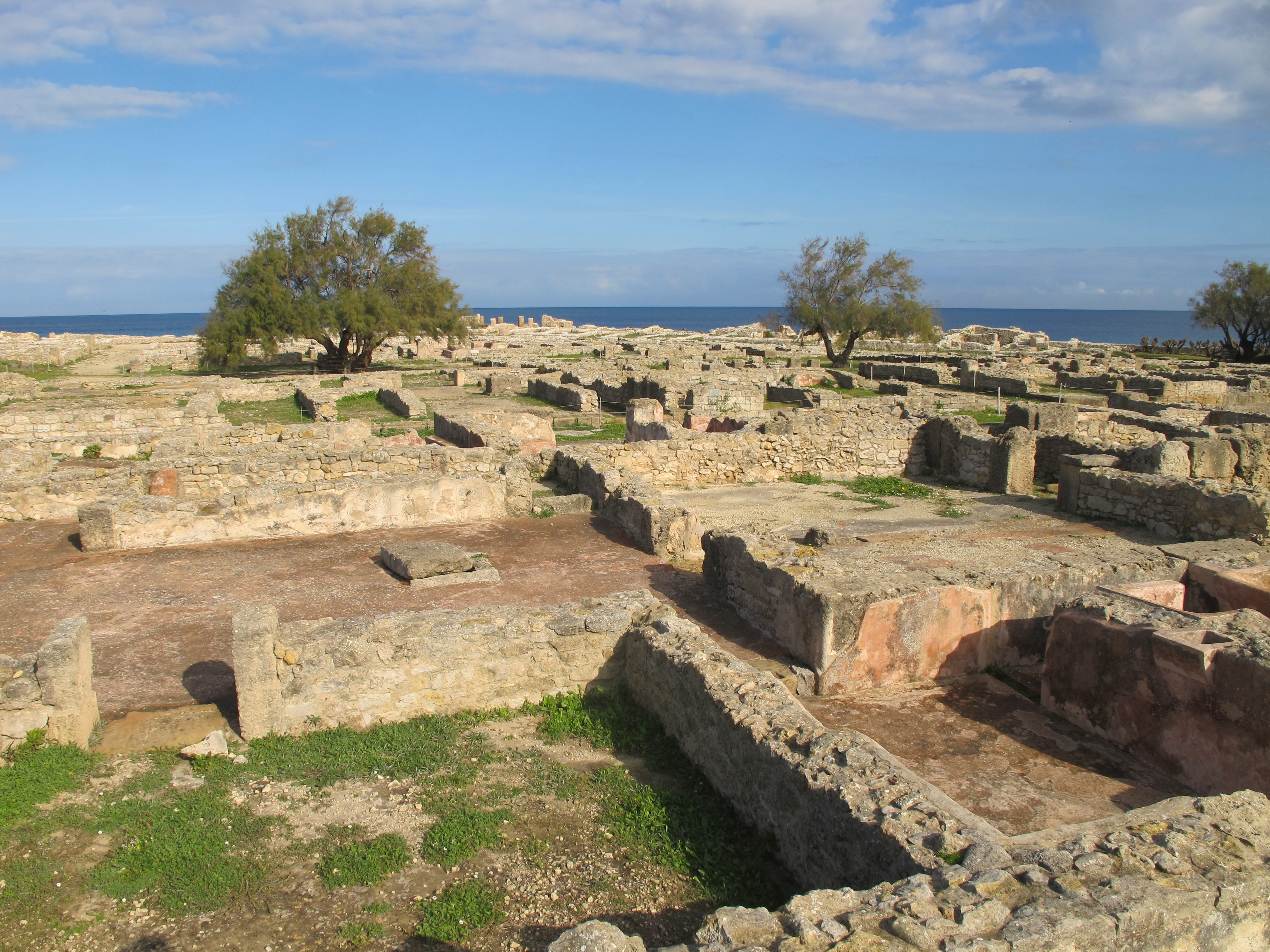
Ruinen von Kerkouane

Die Region war ursprünglich von Berberstämmen besiedelt. Um 1200 v. Chr. siedelten sich die Phönizier in einigen Küstenorten an. Sie wurden letztlich in der Schlacht von Zama (202 v. Chr.) von den Römern unterworfen. Im 6. Jahrhundert kontrollierten die Byzantiner mit ihren Festungsbauten das Gebiet. Seit der 2. Hälfte des 7. Jahrhunderts dominiert der Islam das religiöse und geistige Leben.

## Kultur
Nördlich von Kelibia liegt die von der UNESCO als Weltkulturerbe eingestufte phönizische Ausgrabungsstätte von Kerkouane. Aus der Römerzeit sind nur wenige Bauten in schlechtem Zustand erhalten (z. B. die Siedlung Pupput bei Hammamet). Charakteristisch für die Gegend sind die byzantinischen Festungen, die jedoch zum Teil in islamischer Zeit überarbeitet wurden (z. B. die Kasbah von Kelibia).